# Пред стубом срама...
Пред стубом срама... је други албум београдске метал групе Синк издат 2017. године под етикетом Nocturne Media.

## О албуму
Други албум групе Синк доноси скоро сат времена музике и дванаест концептуално повезаних песама. Бенд је радио на албуму од почетка 2014. године и у односу на први албум групе "Све што нисам ја" представља лаган заокрет ка прогресивнијем звуку и сложенијим композицијама. Текстуално албум представља једну целину повезану заједничком нити која је  остављена слушаоцу да је сам открије, а наслови песама, некарактеристични за српски језик на коме бенд пише, су путокази кроз симболе које албум носи са собом. "Пред стубом срама..." је издање које групу Синк приближава посвећенијој и слушалачки захтевнијој публици. Милоша Мргуда Новковића на месту гитаре заменио је Небојша Радовановић који потписује и продукцију овог албума. Снимљен је спот за песму „к.а.б.а. (Трн II)“. Концертна промоција албума оджана је 20. маја у београдском Дому омладине.

## Списак песама
- 1. „Петар" - 3:00
- 2. „к.а.б.а. (Трн II)“ - 3:59
- 3. „Долмен“ - 4:25
- 4. „Ниоба“ - 5:13
- 5. „Макадам“ - 3:34
- 6. „Монсанто“ - 5:39
- 7. „Бабакај“ - 3:31
- 8. „Рашмор“ - 5:37
- 9. „Омфалос“ - 6:05
- 10. „Калкулус (инст.)“ - 5:33
- 11. „Розета“ - 4:07
- 12. „Пиједестал“ - 5:15

## Постава
- Богдан Николајевић - вокал
- Небојша Радовановић - гитара
- Стефан Станчић - бубањ
- Дејан Богдановић - бас гитара
- Драган Миочиновић - гитара